# Arvid Perslow
Karl Arvid Perslow (ur. 16 września 1880 w Sztokholmie, zm. 4 lipca 1931 tamże) – szwedzki żeglarz, olimpijczyk.
Na regatach rozegranych podczas Letnich Igrzysk Olimpijskich 1912 wystąpił w klasie 10 metrów zajmując 4 pozycję. Załogę jachtu Marga tworzyli również Erik Waller, Erik Lindén, Wilhelm Forsberg, Björn Bothén i Bertil Bothén.